# Бах, Патрик
Па́трик Бах (род. 30 марта 1968, Гамбург, Германия) — немецкий актёр.

## Биография
Родился в Гамбурге.
Озвучивал персонажа кинотрилогии Питера Джексона «Властелин колец» Сэмуайза Гэмджи при дублировании фильма на немецкий язык.
Патрик Бах женат, у него двое детей, живёт в Гамбурге.

## Фильмография
- 1981 — Silas
- 1982 — Джек Холборн (сериал) — Джек Холборн
- 1985 — Три с половиной порции
- 1987 — Анна (сериал) — Райнер Хельвиг
- 1988 — Анна — Райнер Хельвиг
- 1989 — Лаура и Луи
- 1990 — Кафе Европа
- 1990 — Die Baskenmütze (Баскский берет), или Bonne chance Frenchie — в русском переводе либо Французик, либо Удачи, Френчи![1] — Ганс Хофштеттер
- 1991 — Glückliche Reise — Маркус
- 1992 — Das Traumschiff — Norwegen
- 1992—1996 — Nicht von schlechten Eltern
- 1995 — Immer wieder Sonntags
- 1995 — Aus heiterem Himmel
- 1996 — Lukas
- 1997 — Das Traumschiff — Karibik
- 1997 — Die Wache (Gastrolle)
- 1998 — Klinik unter Palmen
- 1998 — SK-Babies
- 1998—2003 — Die Wache
- 1998—2000 — Пляжная команда (сериал)
- 2001 — Die Nesthocker — Familie zu verschenken
- 2002 — Полицейский участок большого города (сериал)
- 2004 — Карл-Мэй-Спьел: Среди коршунов — Сын охотника на медведей (ТВ фильм) — Мартин Бауманн
- 2005 — Música secreta
- 2005—2008 — Юлия — Пути к счастью (сериал) — комиссар Фурманн
- 2006 — Галактический футбол (сериал)
- 2007 — Wege zum Glück
- 2007 — И тут приходит Калле (сериал)
- 2008 — Наш Чарли (сериал) — «Берно Мюллер»

## Награды
- 1982 — Бемби
- 1987 — Золотая камера
- 1994 — Бемби